# Eric Frank Russell

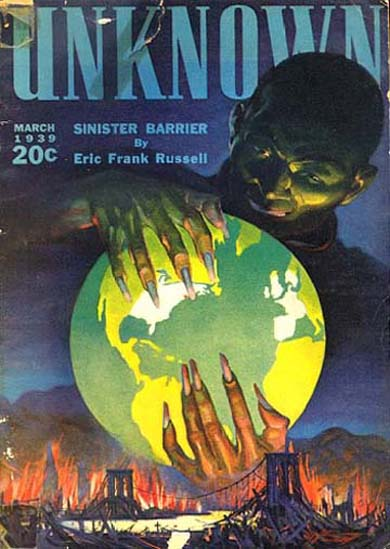
Russell Sinister Barrier című regénye az Unknown magazin 1939. márciusi, legelső számának borítóján

Eric Frank Russell (Sandhurst, 1905. január 6. – Liverpool, 1978. február 28.) angol tudományos-fantasztikus író.

## Élete
Apja a Sandhursti Királyi Katonai Akadémia oktatója volt. Russell már fiatalon a tudományos-fantasztikus irodalom rajongója lett. 1934-ben, amikor a család már Liverpool mellett lakott, az Amazing Stories című magazinban látott egy olvasói levelet egy bizonyos Leslie J. Johnston tollából, aki szintén ugyanott lakott, ahol ő. Russell találkozott Johnsonnal, aki arra ösztönözte, hogy kezdje el írói karrierjét. Ketten együtt írtak egy regényt, amely Seeker of Tomorrow címen jelent meg az Astounding 1937. júliusi számában (F. Orlin Tremaine szerkesztésében). Russell és Johnson a British Interplanetary Society tagjai lettek.
Russell első önálló regénye a Sinister Barrier volt, ez az Unknown című magazin 1939. májusi, legelső számában jelent meg. Második regénye, a Dreadful Sanctuary folytatásokban jelent meg az Astounding-ban 1948-ban. Ez az összeesküvés-elméletekre épülő fikció egy korai példája, egy kicsi ám hatalmas befolyással bíró társaságról szól.
Russell második világháború alatti tevékenységéről két, egymástól eltérő beszámoló maradt fenn. A hivatalos, jól dokumentált változat szerint a Brit Királyi Légierőnél szolgált Európában, mint híradós. Wasp című regénye 1986-os kiadásának előszavában Jack L. Chalker azonban azt írta, hogy Russell túl öreg volt az aktív katonai szolgálathoz, ezért a londoni katonai hírszerző intézetnél szolgált, ahol többek közt az Operation Mincemeat kidolgozásában is részt vett. Russell életrajzírója, John L. Ingham szerint viszont a Brit Légierő nyilvántartásában semmi sincs, ami arra utalna, hogy több lett volna, mint vezeték nélküli rádió szerelő- és üzemeltető a háború alatt.
Russell az 1940-es évek végétől teljes egészében az írásnak szentelte magát. A brit fantasztikus irodalmi élet aktív tagjává, a Fortean Society brit képviselőjévé vált. 1955-ben Allamagoosa című elbeszélése Hugo-díjat kapott a legjobb novella-kategóriában. 1962-ben megjelent The Great Explosion című regénye Prometheus Hall of Fame díjet nyert.  
Életrajza Into Your Tent címmel 2010-ben jelent meg. Számos rövid elbeszélést is írt, ezek közül sok antológiákban összegyűjtve is megjelent, például Deep Space (1954), Six Worlds Yonder (1958), Far Stars (1961), Dark Tides (1962) és a Somewhere a Voice (1965). Számos nem fantasztikus esszét is írt, elsősorban Charles Fort munkásságáról, ezek közül néhány a Great World Mysteries című gyűjteményben jelent meg 1957-ben. Másik nem fantasztikus műve a Rabble Rousers (1963) volt, amelyben az emberi ostobaságről írt néhány konkrét eset (például a Dreyfus-ügy) felhasználásával. Lern Yerself Scouse: The ABZ of Scouse című munkája 1966-ban jelent meg, Linacre Lane álnév alatt. 
Írói stílusa könnyed, gördülékeny, erősen érezhető rajta az amerikai detektívmagazinok hard boiled stílusa. Noha ő maga brit volt, elsősorban az amerikai közönség számára írt, emiatt az olvasók gyakran azt feltételezték, hogy amerikai. Írásai nagy részén Charles Fort munkásságának hatása érezhető (Sinister Barrier, Dreadful Sanctuary). Másik gyakori témája az idegen bürokrácia ellen küzdő magányos ember (Wasp, Next of Kin, valamint néhány elbeszélés). 
Russellt néha humoros írónak tekintik, ám humora inkább szatirikus, sokszor a hatalom és a bürokrácia különböző formáira irányul. Más novelláiban, például a Somewhere a Voice és a  The Army Comes to Venus címűekben a mondanivaló mélyebb, komolyabb, humornak nyoma sincsen. 1941-es Jay Score című novellája szokatlan a kor fantasztikus irodalmában, ugyanis egy fekete karakter, az űrhajó orvosa jelenik meg benne, de a korra jellemző faji sztereotípiák nélkül. Valójában ezt a történetet (és folytatásait, melyek összegyűjtve a Men, Martians and Machines című antológiában jelentek meg) a tudományos-fantasztikus irodalom azon altípusa korai előfutárának tekinthető, amelyben egy űrhajót több nemzetiségű, kevert emberi/nem emberi legénység kísér (vö. a sokkal későbbi Star Trek). 1970-ben Russellnek 4689 angol fontot fizetett a Beatles tulajdonában levő Apple Corps a Wasp című regénye megfilmesítési jogaiért, a szerződést Ringo Starr írta alá. A film sosem készült el.

## Magyarul megjelent művei
- A világ peremén (elbeszélés, Galaktika 14., utánközlés: Galaktika 190., 2006)
- A Nyugilények (elbeszélés, Galaktika 19., 1976)
- Tucat Jay (elbeszélés, Galaktika 33., 1979; utánközlés: Galaktika 206., 2007; Galaktika 286., 2013)
- Az enyészet helye (elbeszélés, Galaktika 138., 1992)
- Ördögi logika (elbeszélés, Galaktika 139., 1992; utánközlés: Galaktika 316. és 316 XL, 2016)
- Mechanistria (elbeszélés, Galaktika 286 XL, 2013)
- Szimbiotika (elbeszélés, Galaktika 286 XL, 2013)
- Mesmerika (elbeszélés, Galaktika 286 XL, 2013)
- Az egyetlen megoldás (elbeszélés, A pokolba tartó vonat című antológia, Gondolat kiadó, 1970)
- Halandzsa (elbeszélés, A hipertér vándorai című antológia, Goblin Publishing, 2005)

## Fordítás
- Ez a szócikk részben vagy egészben  az   Eric Frank Russell című angol Wikipédia-szócikk ezen változatának fordításán alapul.  Az eredeti cikk szerkesztőit annak laptörténete sorolja fel. Ez a jelzés csupán a megfogalmazás eredetét és a szerzői jogokat jelzi, nem szolgál a cikkben szereplő információk forrásmegjelöléseként.